# Batterie du Rosemont
Vous lisez un « bon article » labellisé en 2011.
Pour les articles homonymes, voir Rosemont.
La batterie du Rosemont, ou improprement fort de Rosemont sur la carte IGN, est un édifice militaire du XIXe siècle situé sur la colline éponyme, dans la ville française de Besançon. Il s'agit d'une batterie de six pièces érigée à la hâte durant la guerre franco-allemande de 1870 afin de soutenir les positions de Planoise et de Chaudanne. Mais cette guerre ne toucha pas la ville, et par la suite, la batterie ne fut jamais utilisée à des fins militaires même durant la seconde guerre mondiale.
La batterie sera  baptisée fort Verne, du nom d'un général de la Révolution né à Saint-Vit et mort sur le champ de bataille en 1796 lors de la bataille du pont d'Arcole.
Comme de nombreux autres ouvrages de ce type elle fut démilitarisée, subissant  alors les outrages du temps. Dans les années 2000, grâce au pâturage estival d'un troupeau de chèvres, les restes de l'unique bâtiment et du magasin à poudre ont été dégagés de la végétation, mais leurs visites sont désormais impossibles car leurs accès sont maintenant interdits afin de prévenir le vandalisme. Il s'agit d'une des plus petites structures fortifiées de la ville avec les lunettes de Trois-Châtels et de Tousey.

## Contexte

### Historique de la place forte de Besançon

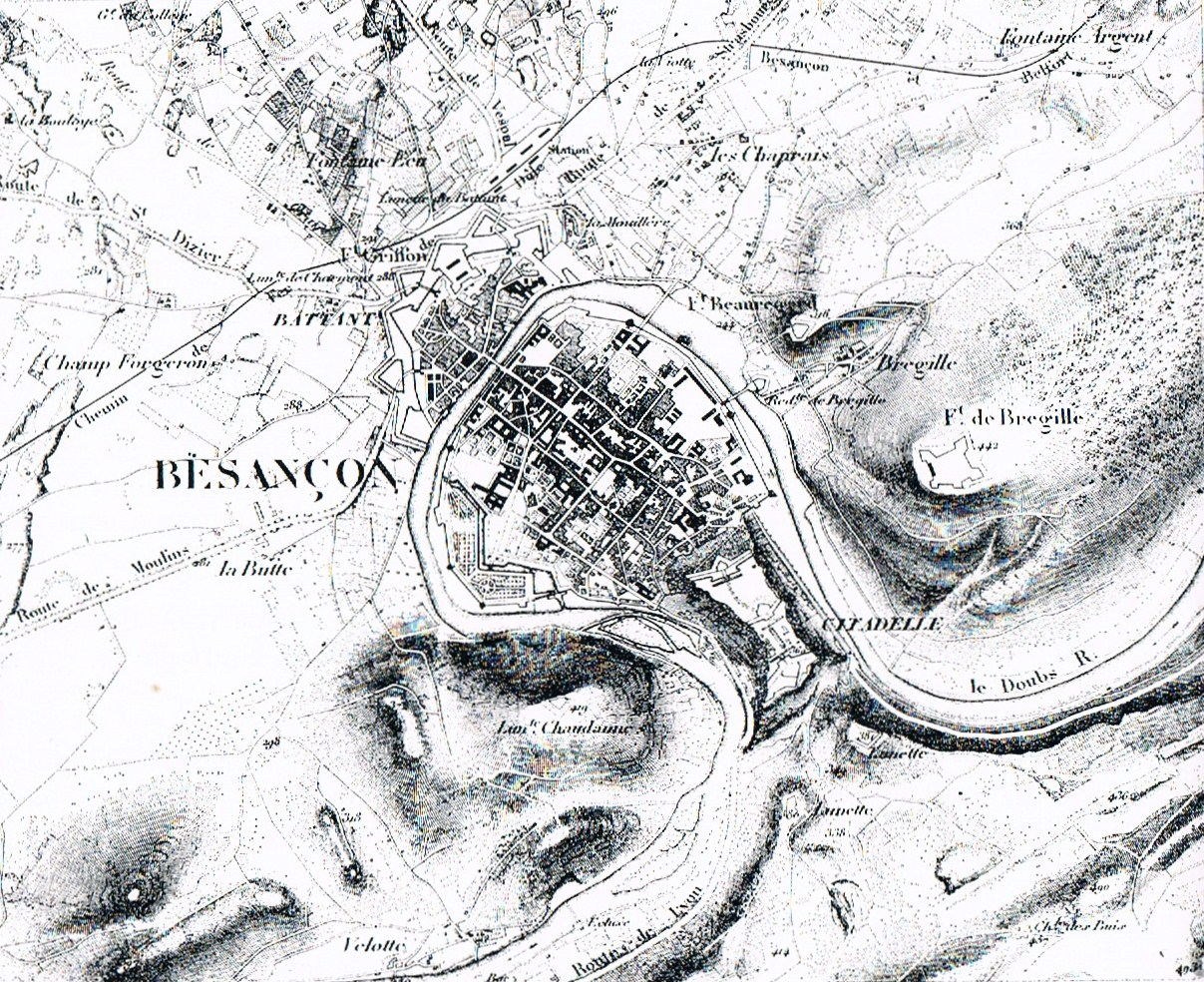
Plan de la place forte de Besançon datant du XIX.

À partir de 1874, le gouvernement français réorganisa les fortifications du Territoire afin de pouvoir répondre efficacement à une éventuelle nouvelle guerre avec l'Allemagne, le revanchisme apparaissant à cette époque,. Le système défensif de Besançon n'avait quasiment pas évolué depuis que Vauban avait doté la ville de son imposante citadelle ainsi que de tours et d'une enceinte, alors que le besoin d'un véritable réseau de forts semblait de plus en plus indispensable,. En effet, après la campagne de France de 1814, nombre d'ingénieurs avaient fait remarquer que la capitale comtoise, du fait des progrès de l'artillerie, était vulnérable à cause de sites comme le mont de Brégille ou la colline de Chaudanne qui dominaient la ville historique et la citadelle et n'étaient pas pourvus efficacement d'infrastructures défensives. Deux forts vinrent couvrir ces sommets durant les décennies qui suivirent.
Lors du conflit franco-prussien de 1870, la portée de canons atteignant à cette époque 6 000 mètres, l'Armée française fut obligée de bâtir des redoutes et batteries dans l'urgence sur les points-hauts entourant la ville. Ce fut le cas pour la colline du Rosemont.
Après cette guerre, le général Raymond Adolphe Séré de Rivières organisa les réseaux de fortifications de l'Est avec son célèbre système constitué de rideaux défensifs et de trouées défendues par des forts d'arrêt . Des places fortes étaient par ailleurs constituées en second rideau comme à Besançon, Dijon, Langres...
C'est ainsi qu'à Besançon et ses environs, pas moins de 25 ouvrages seront construits ou réaménagés sur un périmètre de 50 km. La batterie du Rosemont fera partie des sites de 1870 conservés à cet effet, comme les forts des Buis et la redoute de Montfaucon.

### Situation géographique et rôle défensif

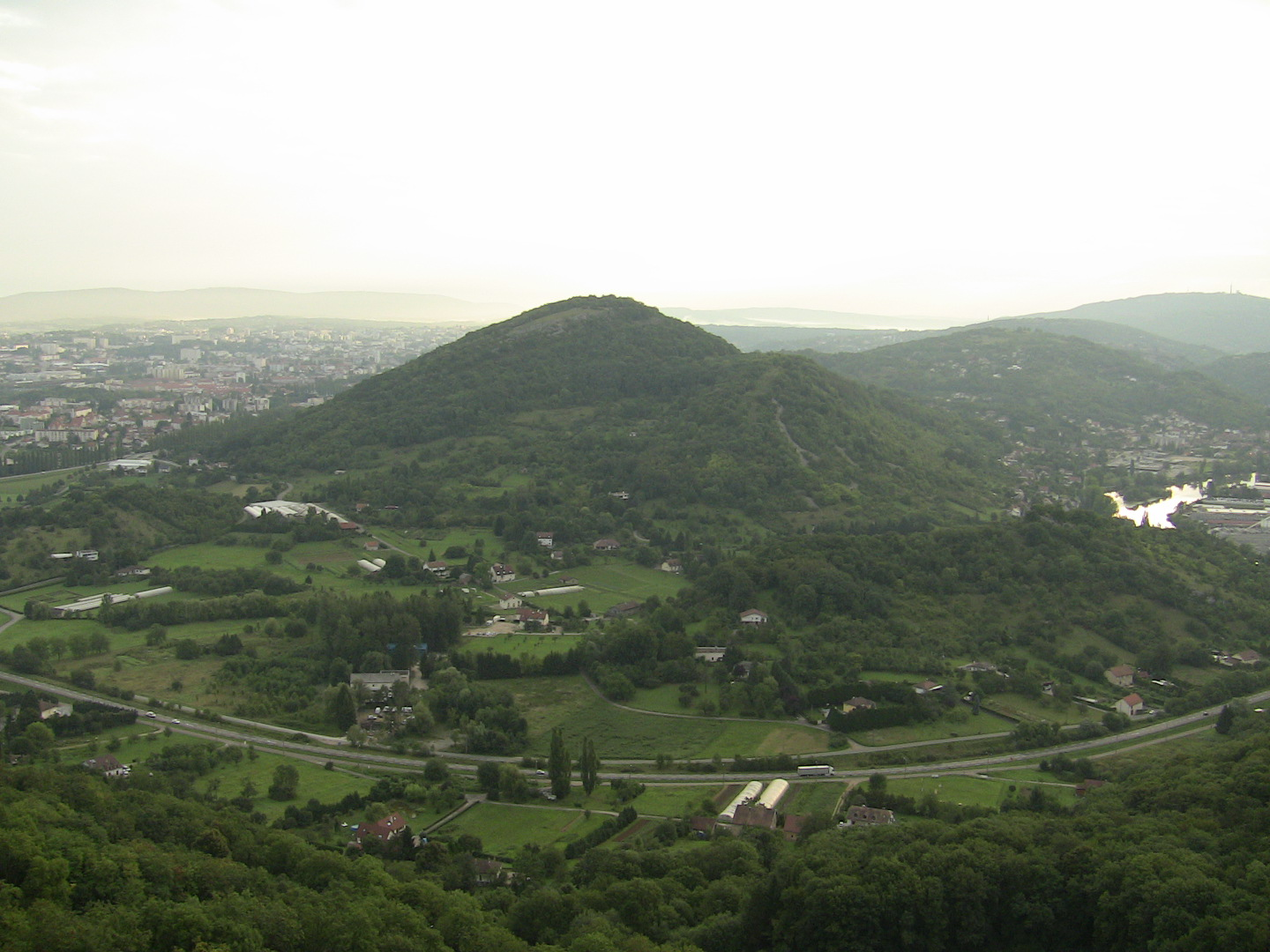
Rosemont, depuis le fort de Planoise.

La colline de Rosemont est située dans le sud-est de la ville de Besançon entre celles de Planoise et Chaudanne. La batterie est juchée à son sommet à  465 m d'altitude. Elle est administrativement située dans le quartier de Velotte, à l’extrémité sud-ouest de ce secteur et limitrophe de Planoise et de Saint-Ferjeux. Une épaisse et dense forêt enveloppe la totalité du site. Il n'existe que des sentiers pédestres  permettant d'atteindre le sommet dont l'ancien chemin stratégique, long de 2 100 m, par lequel passaient les chariots chargés de l'approvisionnement en armes, munitions et vivres de la batterie.
La batterie du Rosemont avait deux rôles principaux. Le premier était d'assurer la liaison par le feu entre les forts de Planoise et de Chaudanne qui étaient deux fortifications essentielles pour la défense sud de la cité, et créer ainsi une sorte de barrière militaire. Le second est d'une part de participer à la défense des routes et chemins de fer de Dole-Dijon et par extension la voie ferrée de Franois où s'embranche la ligne pour Lons-le-Saunier, et d'autre part protéger la vallée du Doubs ainsi que la route de Lyon.

## Histoire

### Construction et mise en service

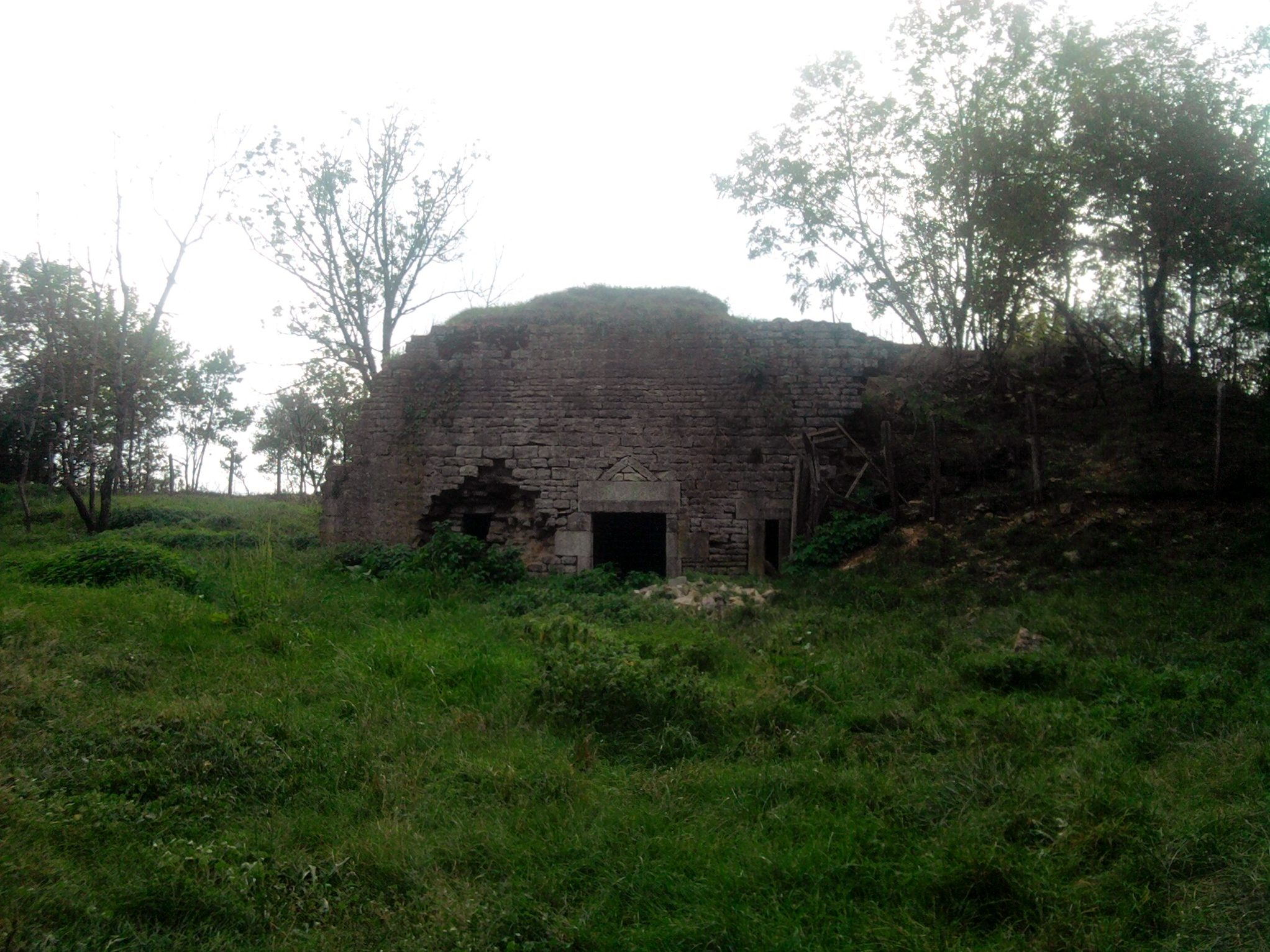
Façade principale du bâtiment en 2011.

La batterie est terrassée entre 1870 et 1871, alors que la France est en plein conflit avec l'Allemagne. Sa construction ne résulte donc pas d'une recherche stratégique particulière, mais d'une réaction quant à une possible attaque ennemie dans la capitale comtoise. Besançon ne fera toutefois l'objet que d'un blocus  et résistera jusqu'à l'armistice. Dans le cadre du système Séré de Rivières, il sera décidé de conserver la position en y ajoutant un minimum d'améliorations, comme aux Buis ou au Petit Chaudanne. Un réduit maçonné sera construit en 1874 ainsi qu'un magasin à poudre, situé à une cinquantaine de mètres en aval, qui fut quant à lui achevé en 1880, mais peu d'informations complémentaires existent à son sujet sur le plan historique.
Le site ne fut pas utilisé lors de la Première Guerre mondiale, du fait que la ville de Besançon n'a pas été impliquée lors de ce conflit. Comme de nombreux autres édifices bisontins de ce type, la batterie a été désaffectée à une date inconnue, probablement après la Première Guerre mondiale.

### L'édifice de nos jours

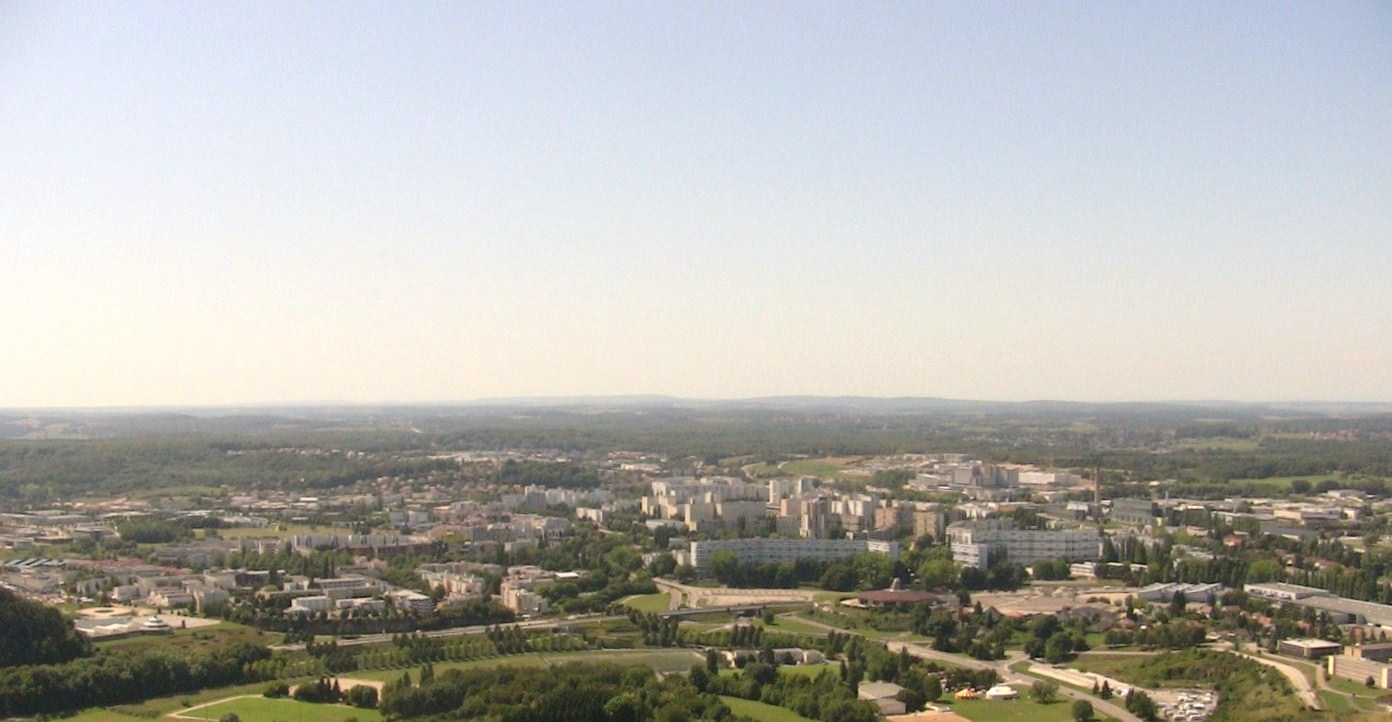
Vue de Planoise depuis le glacis du fort.

Aujourd'hui l'édifice est  dans un état médiocre. Il a été vandalisé, des graffitis et des traces de flammes ayant été relevés, en plus de nombreuses immondices. Néanmoins le réduit et le magasin ont été en partie  nettoyés ces dernières années, mais leurs accès sont à présent restreints : une barrière encercle le fort, et des grilles bloquent totalement les entrées et les fenêtres. Bien que ces améliorations soient appréciables, d'impressionnantes soufflures subsistent particulièrement sur le fort.
La batterie du Rosemont ne fait l'objet d'aucune reconnaissance patrimoniale, contrairement au fort de Chaudanne, ou à la lunette de Trois-Châtels  seules fortifications post-Vauban inscrites à l'inventaire des monuments historiques. Au nord de l'ouvrage se niche un superbe point de vue sur le quartier de Planoise et ses alentours, et c'est d'ailleurs par ce biais que de nombreux promeneurs découvrent l'édifice mal connu des Bisontins.

## Architecture
La batterie était entourée d'un fossé  de 210 m creusé dans le roc sans escarpe ni contrescarpe maçonnées. Elle possédait des emplacements  pour six pièces d'artillerie : une près du réduit, alors que le magasin à poudre qui disposait de petits abris et de dépôts de munitions regroupait les cinq autres pièces. Ce bâtiment dispose de trois ouvertures (passage pour le personnel ou orifice d'aération), encadrées par des maçonneries robustes. L'édifice semi-enterré au milieu d'une imposante motte de terre  est aujourd'hui fermé par des grilles. ll fut construit durant l'année 1880 ou inauguré en 1889 selon les sources.
Quant au réduit, il s'agit d'un petit bâtiment rectangulaire protégé lui aussi par une levée de terre sur un  de ses côtés. L'intérieur est en relativement bon état, tout comme les deux entrées et plusieurs meurtrières .
Le chemin de ronde ainsi que le fossé creusés dans le roc ont un tracé circulaire dû à la forme bombée du sommet de la  colline. On peut observer par endroits les vestiges de ces éléments de défense rapprochée, le temps les ayant beaucoup dégradés.

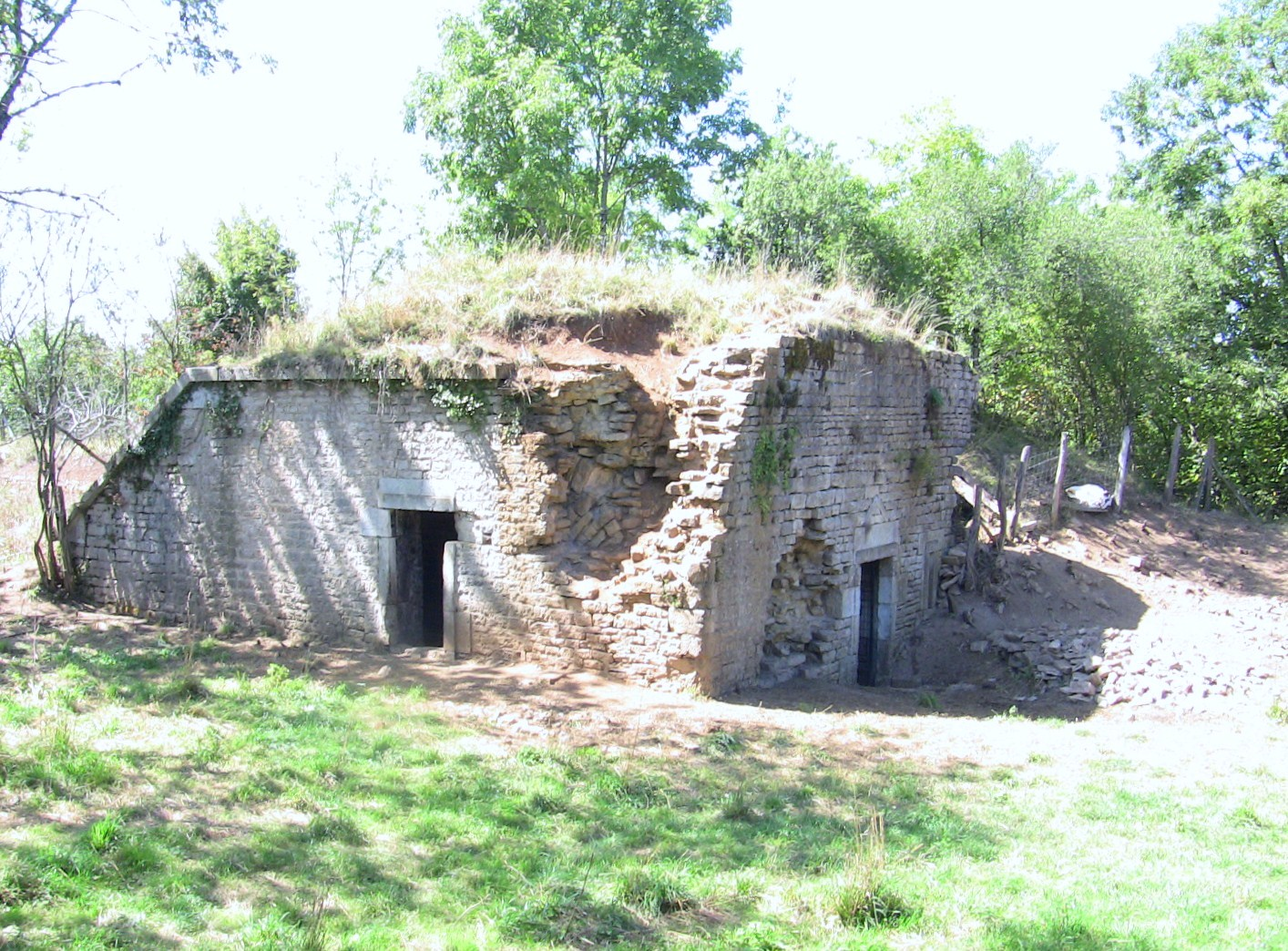
Vue générale.
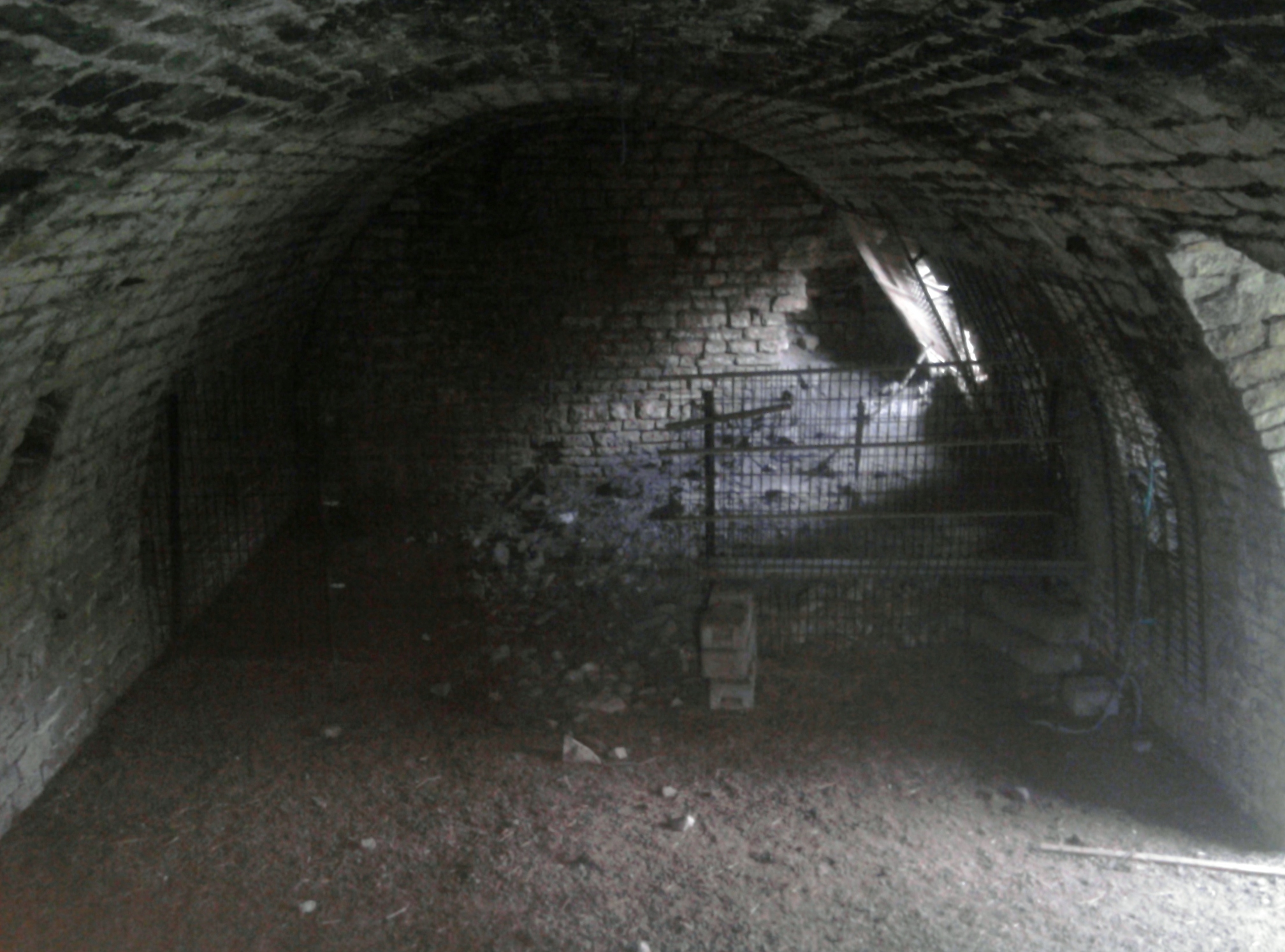
L'intérieur de l'édifice.
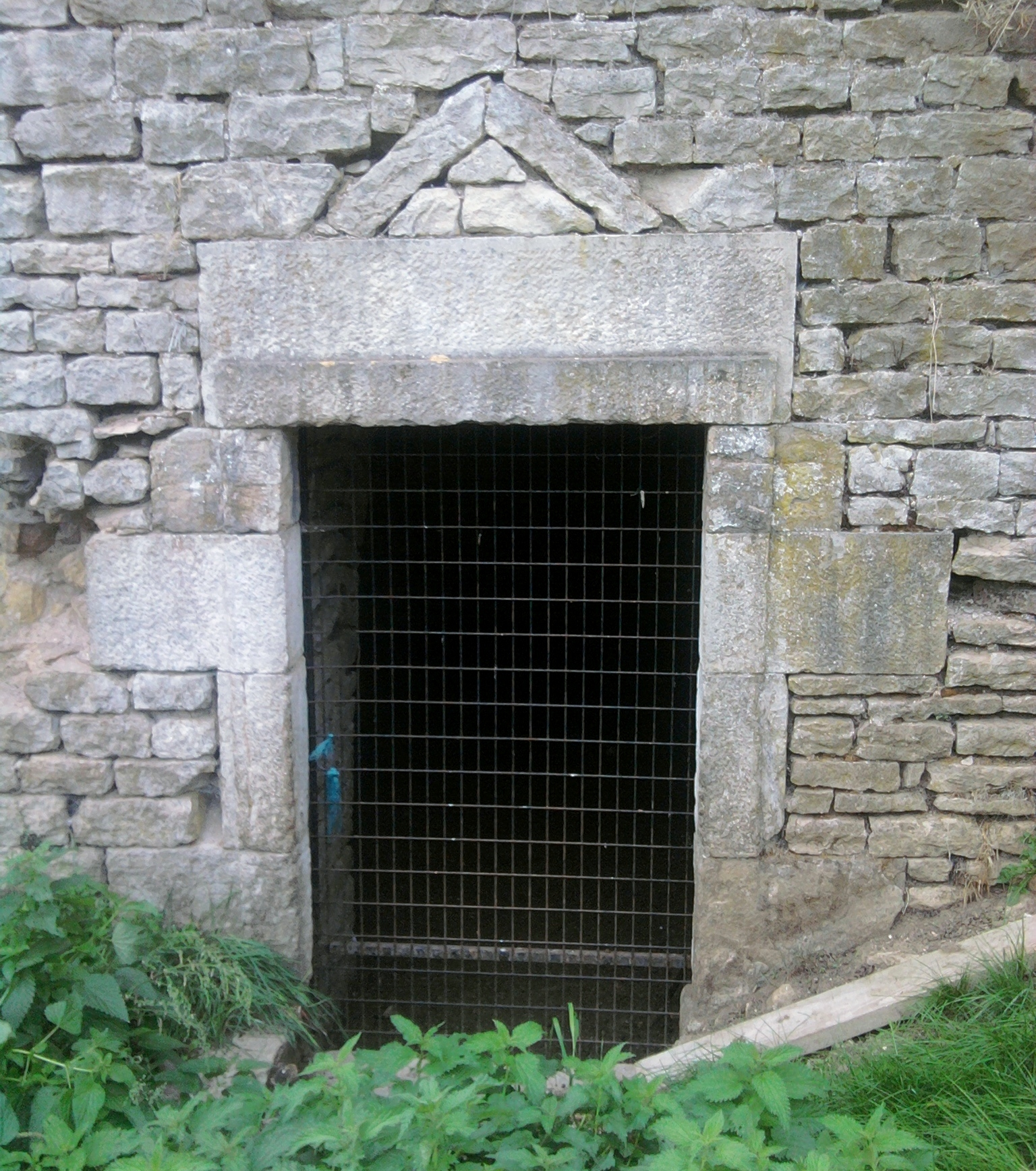
Détail de l'entrée.
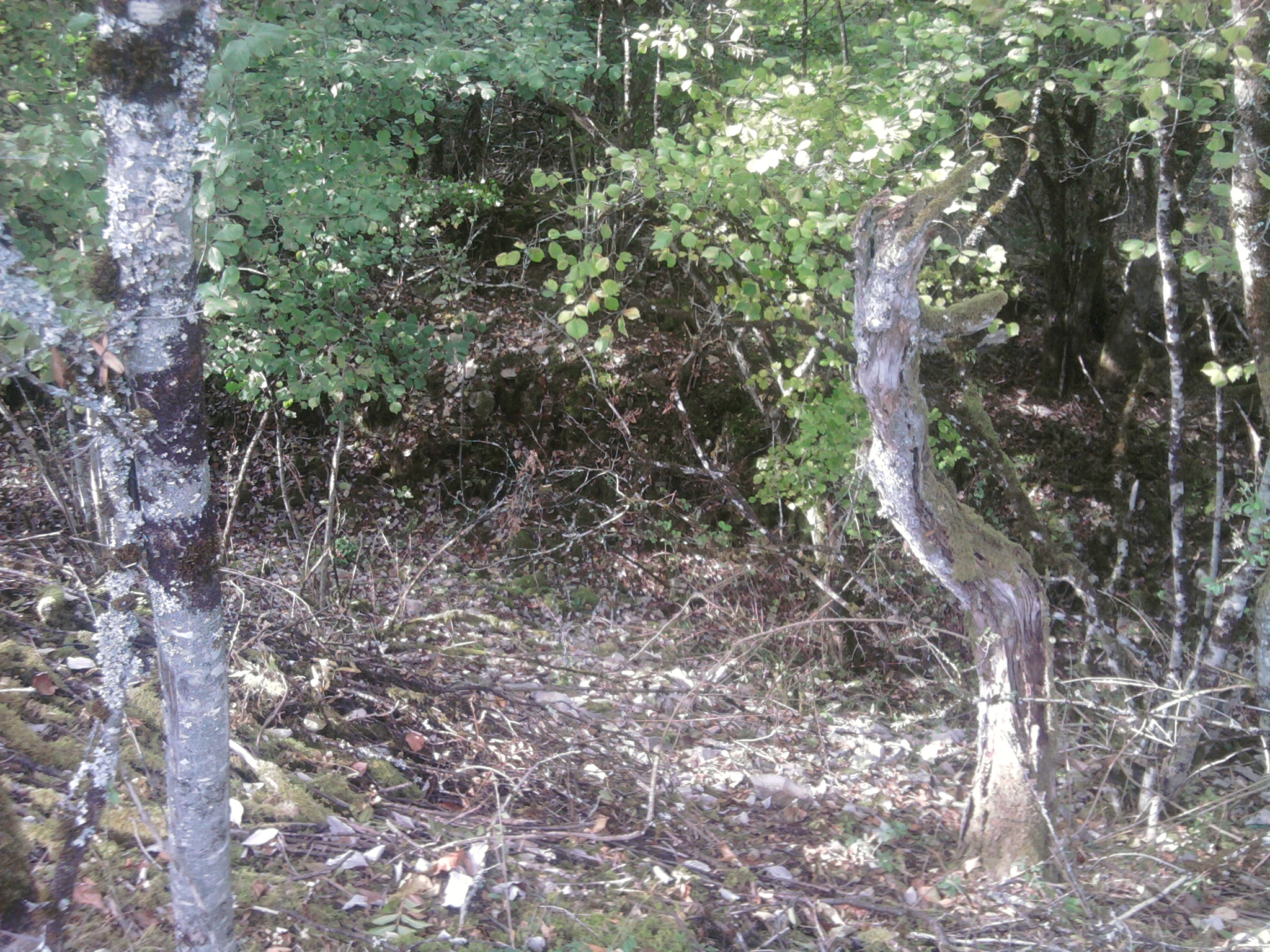
Une fosse.
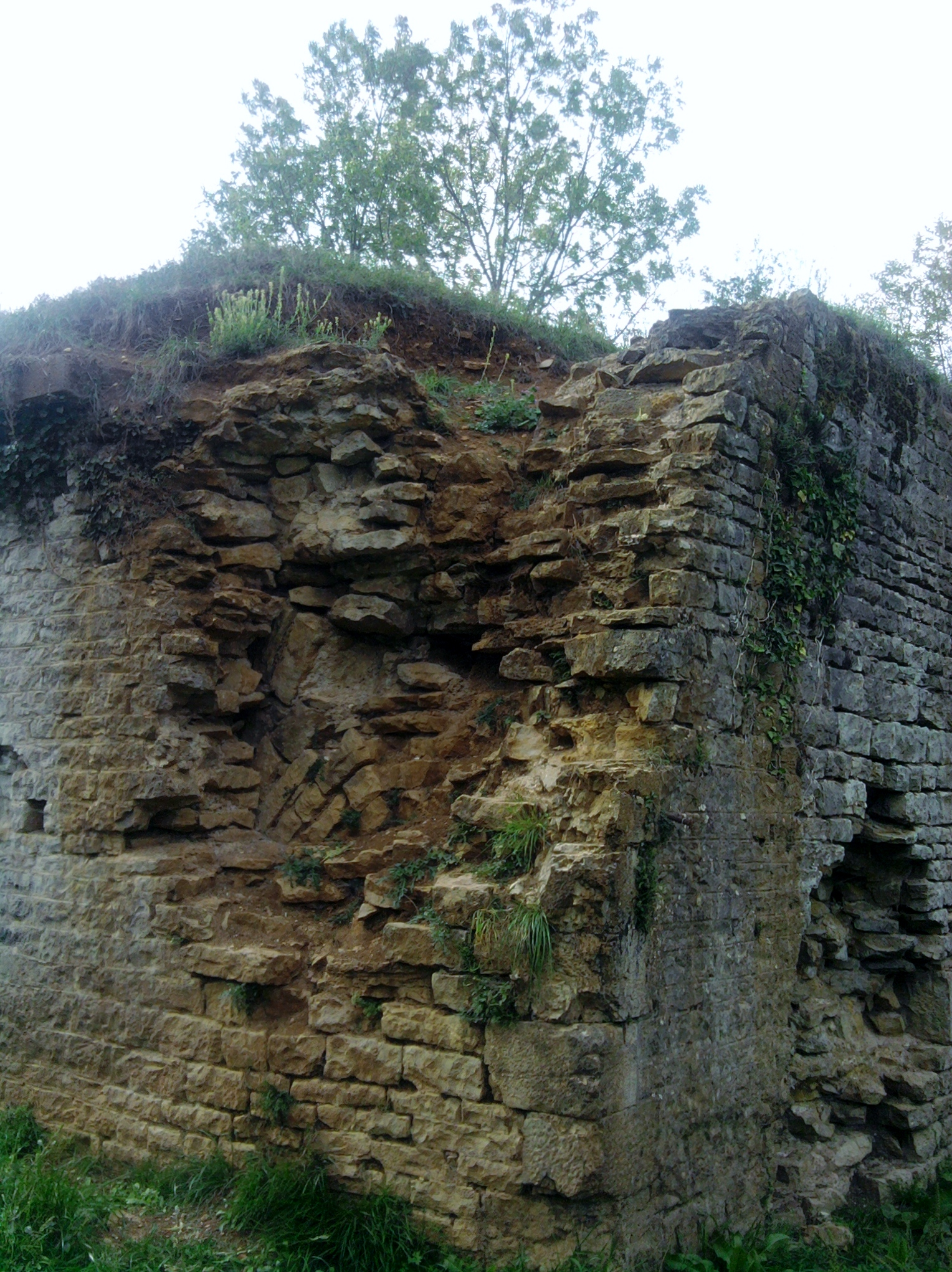
Détail d'une soufflure[10].
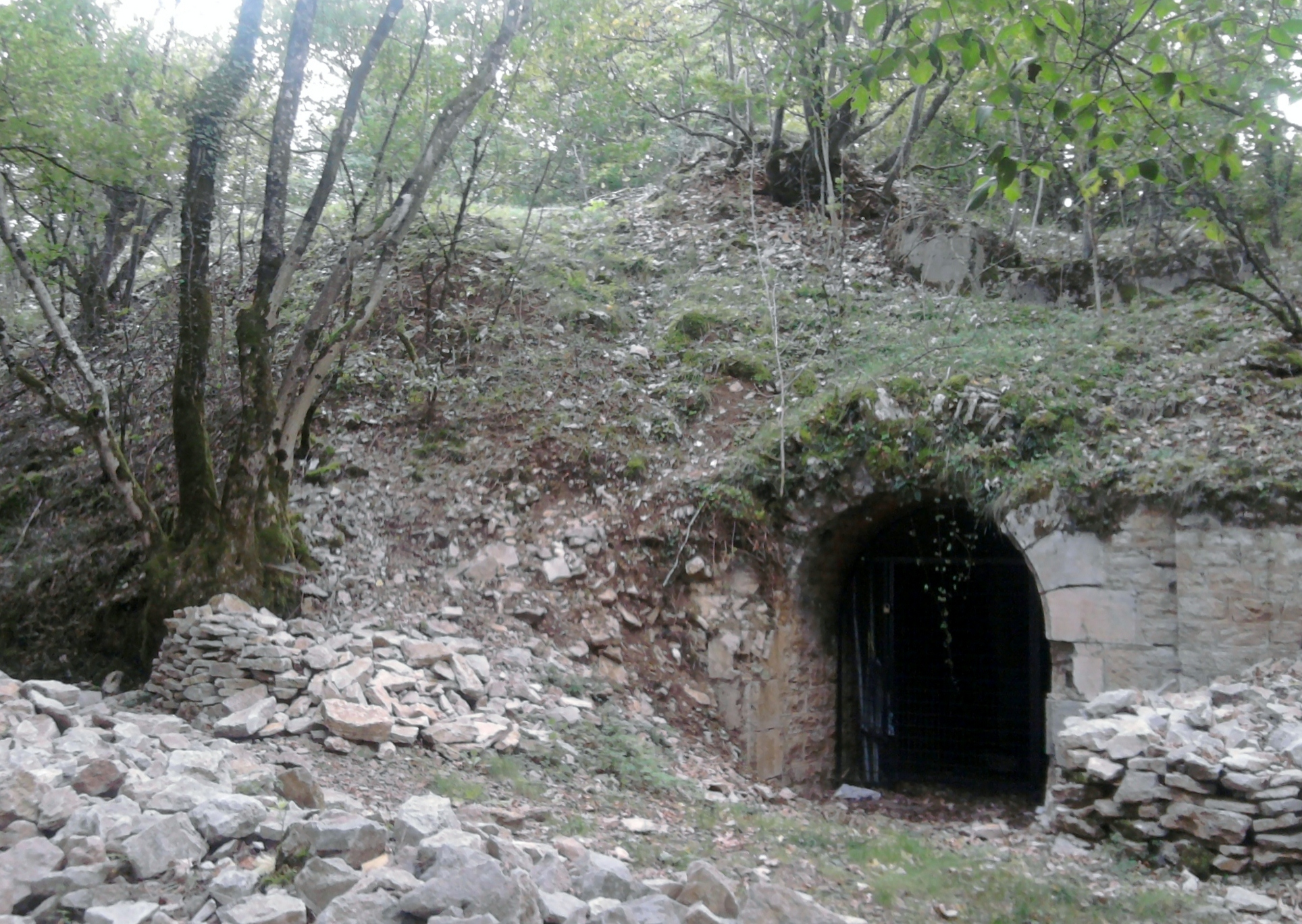
Le magasin, vue générale.
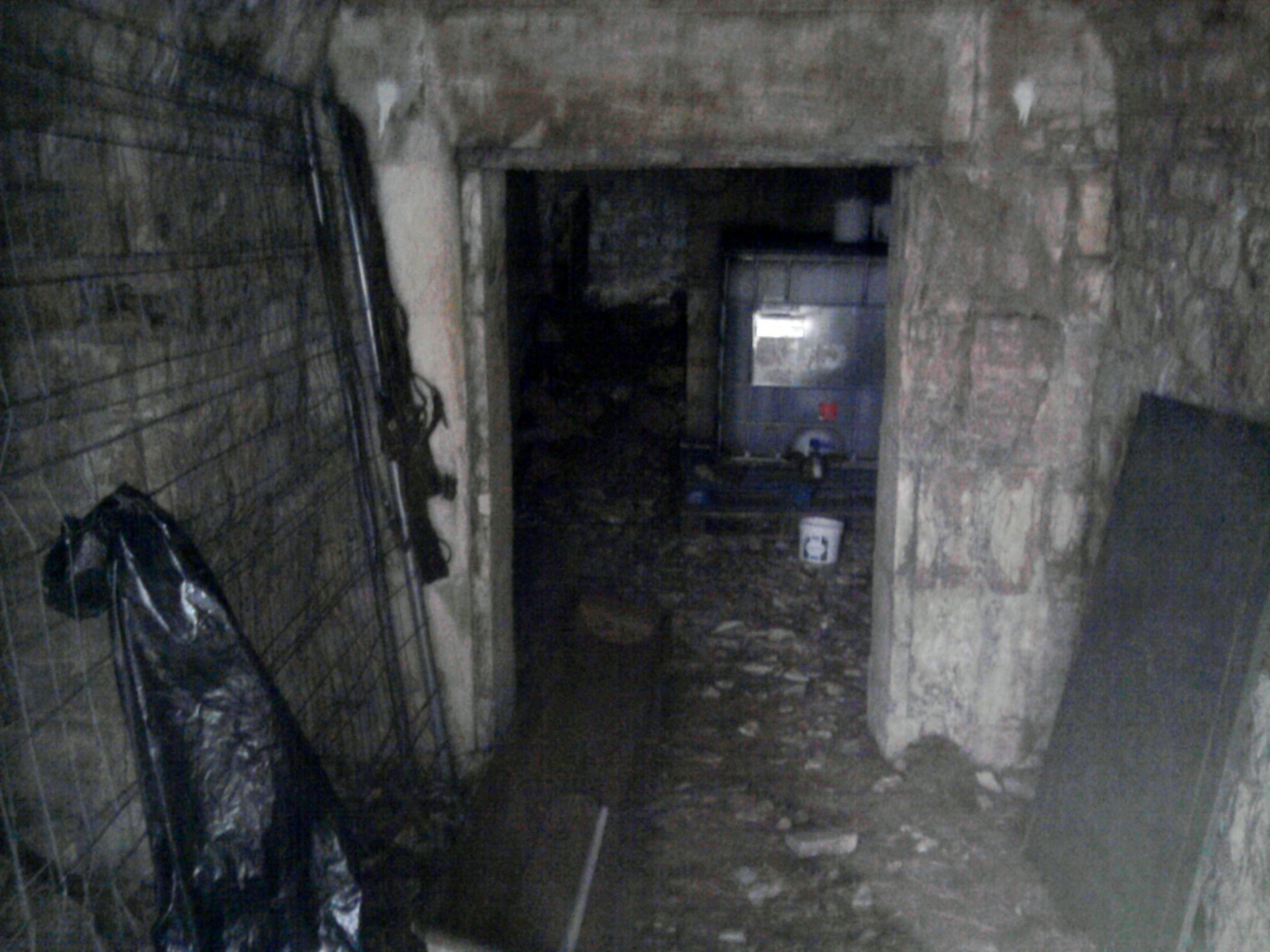
Vestibule du magasin.